# Последствия Второй мировой войны
После́дствия Второ́й мирово́й войны́ — ряд процессов и фактов, возникших в результате Второй мировой войны, официально завершившейся 2 сентября 1945 года. В результате войны погибло более 70 миллионов человек, большинство из которых — мирные жители, потери мировой экономики составили более 4 трлн долларов. Разрушению подверглись более 10 000 населённых пунктов, а сельское хозяйство и промышленность в Европе оказались надолго парализованы нехваткой людских ресурсов и оборудования.

## Политические последствия
Несмотря на поражение германской коалиции стран «Оси», разногласия между победившими во Второй мировой войне странами антигитлеровской коалиции только усилились. Началась Холодная война — одно из последствий Второй мировой войны, в которой страны социалистического лагеря в итоге потерпели поражение.
На территориях, освобождённых от нацистского господства при помощи Красной армии, был создан пояс стран-сателлитов СССР, таких как Польша, ГДР, Чехословакия, Венгрия, Болгария. Эти страны были «санитарным кордоном» против Запада. Позже все эти страны вошли в Организацию Варшавского договора. В свою очередь, Франция и Великобритания, чей международный вес после Второй мировой войны уменьшился, а также США сформировали военный блок НАТО, к которому позже присоединился ряд других государств. Таким образом, после окончания Второй мировой войны были заложены основы биполярности мира. Земля разделилась на поддерживающих коммунизм (чаще всего сателлиты СССР) и поддерживающих капитализм и либерально-демократический путь развития (чаще всего сателлиты стран НАТО). Соответственно, Советский Союз и США стали сверхдержавами. Эти страны не могли сражаться открыто, но делали это в виде локальных конфликтов. Даже ООН, созданная после окончания Второй мировой войны и призванная разрешать все конфликты мирным путём, не могла никак разрядить международную напряжённость.
Говоря об итогах разгрома гитлеризма для Соединённых Штатов, американский политолог и социолог Збигнев Бжезинский отметил:
Парадоксально, что разгром нацистской Германии повысил международный статус Америки, хотя она и не сыграла решающей роли в военной победе над гитлеризмом. Заслуга достижения этой победы должна быть признана за сталинским Советским Союзом, одиозным соперником Гитлера.
При этом в другой своей книге — «Великая шахматная доска», тот же З. Бжезинский писал — «поражение Германии было завершено главным образом двумя внеевропейскими победителями — Соединенными Штатами и Советским Союзом, ставшими преемниками незавершенного в Европе спора за мировое господство».
В некоторых странах сложившиеся в ходе войны партизанские движения пытались продолжить свою деятельность и после окончания войны. В Греции конфликт между коммунистами и довоенным правительством перерос в полномасштабную гражданскую войну. Антикоммунистические вооружённые отряды ещё некоторое время после окончания войны действовали в Прибалтике, Западной Украине, Западной Белоруссии, Польше, Румынии, Болгарии, Хорватии, и Германии. В Китае продолжилась гражданская война, длящаяся с 1927 года.

## Нюрнбергский процесс
См. также: Военные преступления в годы Второй мировой войны
Также, одним из важнейших событий конца 1940-х годов стал знаменитый Нюрнбергский процесс, на котором также были утверждены условия дальнейшего миропорядка и миропонимания, задекларированные победившими странами антигитлеровской коалиции над побеждёнными противниками, и где были осуждены виднейшие пособники нацизма, такие как Герман Геринг, Рудольф Гесс, Иоахим фон Риббентроп, Вильгельм Кейтель, Эрнст Кальтенбруннер, Альфред Розенберг, Ганс Франк, Вильгельм Фрик, Юлиус Штрейхер, Вальтер Функ, Яльмар Шахт, Карл Дениц, Эрих Редер, Бальдур фон Ширах, Фриц Заукель, Альфред Йодль, Артур Зейсс-Инкварт, Альберт Шпеер, Константин фон Нейрат, Ганс Фриче, Мартин Борман.
Представители стран победившей антигитлеровской коалиции (Великобритании, США и СССР) внимательно изучали документы германских ведомств, опрашивали свидетелей преступлений нацистов и, в конце концов, 1 октября 1946 года Международный трибунал в Нюрнберге закончил свою работу и вынес приговор подсудимым: 11 из них были повешены (Риббентроп, Кейтель, Кальтенбруннер, Розенберг, Франк, Фрик, Штрейхер, Заукель, Йодль, Зейсс-Инкварт, Борман (приговорён заочно)), 1 — Геринг — также приговорённый к смертной казни, покончил жизнь самоубийством, 3 — приговорены к пожизненному заключению (Гесс, Функ, Редер). Дениц, Ширах, Шпеер и Нейрат получили от 10 до 20 лет тюремного заключения, а Шахт, Папен, Фриче — несмотря на протесты со стороны советских судей, были оправданы трибуналом. В отношении Круппа и Лея решение на основном процессе так и не было принято: Крупп из-за инсульта не смог присутствовать (хотя и был позднее осуждён), а Лей просто покончил с собой в камере, пытаясь уйти от ответственности.
При этом, союзным войскам антигитлеровской коалиции на процессе не предъявлялись какие-либо иски и не предъявлялись обвинения, по части совершённых с их стороны военных преступлений в ходе данного конфликта, потому что они были победившими державами, которые тогда держали всю Европу под своей военной оккупацией, что омрачало исторический авторитет деятельности трибунала по части правосудия вершившегося лишь со стороны победителя над побеждённым противником. Соответственно, конкретные детали судебного процесса вызывали разногласия и до, и во время, и после него. Конференция четырёх держав в Лондоне после долгих и сложных дискуссий создала устав МВТ таким образом, чтобы он гарантированно защищал от судебного преследования и разбирательства «проблемные точки» каждой из стран-победительниц, включая предвоенный пакт Молотова — Риббентропа и систему сегрегации в США. В частности, главный обвинитель от СССР Роман Руденко прислал следующий список основных нежелательных тем: любые вопросы связанные с общественно-политическим строем СССР и предвоенная внешняя политика Советского Союза (советско-германский пакт о ненападении 1939 года и иные вопросы, имеющие к нему отношение — торговый договор, установление границ, переговоры и т. д.); посещение Риббентропом Москвы и переговоры в ноябре 1940 года в Берлине; Балканский вопрос; советско-польские отношения; советская оккупация прибалтийских республик.

## Ликвидация Лиги Наций и основание ООН
Для поддержания мира с целью предотвращения новых войн планетарного масштаба, союзные державы победившей антигитлеровской коалиции сформировали Организацию Объединенных Наций (ООН), которая была основана 24 октября 1945 года. ООН заменила собой Лигу Наций (распущена 20 апреля 1946 года), деятельность которой была фактически парализована с конца 1939 года и в итоге не смогла остановить большую мировую войну. ООН унаследовала некоторые функции и органы Лиги Наций, например, Международную организацию труда.
Мандаты Лиги Наций, в основном территории, созданные на территориях распавшихся империй (за исключением Российской) по итогам Первой мировой войны, стали подопечными территориями Организации Объединенных Наций. Юго-Западная Африка при этом всё ещё управлялась в соответствии с первоначальным правом на мандат. В качестве преемника Лиги Наций ООН также взяла на себя надзорную роль над такими территориями. Вольный город Данциг, являвшийся полуавтономным городом-государством, которое было частично под контролем Лиги Наций, по итогам Ялтинских соглашений стал частью восстановленной Польши.
ООН приняла Всеобщую декларацию прав человека в 1948 году «как общий стандарт достижений для всех народов и всех наций». Советский Союз воздержался при голосовании по принятию декларации, США при этом отказались ратифицировать разделы о социальных и экономических правах.
Пять основных союзных держав победившей антигитлеровской коалиции получили постоянное членство в Совете Безопасности ООН. Постоянные члены могут наложить вето на любую резолюцию Совета Безопасности ООН, которые являются единственными решениями ООН обязательными к применению в соответствии с международным правом. На момент основания пятью державами были: Соединенные Штаты Америки, Великобритания, Франция, Советский Союз и Китайская Республика. Китайская Республика проиграла гражданскую войну в Китае и к 1950 году отступила на остров Тайвань, но продолжала оставаться постоянным членом Совета, даже несмотря на то, что де-факто государством контролирующим материковый Китай стала Китайская Народная Республика. Это положение было изменено в 1971 году, когда КНР было предоставлено постоянное членство, ранее принадлежавшее Китайской Республике (ныне — Тайвань). Своё членство в СБ ООН унаследовала Российская Федерация, став правопреемником распавшегося в 1991 году Советского Союза.